# Pierella lucia
Pierella lucia é uma borboleta neotropical da família Nymphalidae e subfamília Satyrinae, encontrada no Peru e Equador em habitat de floresta tropical. De acordo com Adrian Hoskins, todos os integrantes do gênero Pierella apresentam, vistos de cima, coloração amarronzada com finas marcações mais escuras em suas asas anteriores e com asas posteriores marcadas com ocelos ou manchas. Pierella lucia apresenta, vista de cima, asas posteriores com dois ocelos em sua parte superior e uma característica mancha de coloração branca na borda inferior; igualmente visível embaixo do inseto. Apresenta difração na superfície das asas posteriores, provocadas pela incidência do ângulo de luz (fato observado em outras espécies do gênero Pierella, como P. hyceta e P. luna).
O entomologista Staudinger, em 1887, classificou P. lucia como Pierella astyoche var. albomaculata, também classificada como Pierella astyoche lucia; subespécies de Pierella astyoche.

## Hábitos
Adrian Hoskins cita que as espécies do gênero Pierella se caracterizam por seu voo fugaz, se escondendo um pouco acima da superfície do solo na escuridão do sub-bosque da floresta; voando baixo, muitas vezes, em trilhas e evitando a luz do sol, geralmente aparecendo na aurora ou crepúsculo, mas também se escondendo profundamente na vegetação rasteira em outras horas do dia.